# Лэмби, Джим
Джим Лэмби (Jim Lambie, род. 1964, Глазго, Шотландия, живет и работает в Глазго и Нью-Йорке) — современный шотландский художник.

## Образование
- 1990—1994 Fine Art Glasgow School of Art

## Творчество
Джим Лэмби трансформирует эфемерность современной жизни в броские скульптурные инсталляции. Работая с предметами, подвернувшимися под руку, он превращает одежду, аксессуары, двери и зеркала в скульптурные элементы в больших композициях. Для Лэмби приоритетом является сенсорное удовольствие, а не интеллектуальный отклик. Работы Лэмби часто создаются для конкретного пространства, где они формируются серией интуитивных и импровизационных решений. Это позволяет художнику работать в соответствии с качеством материалов, а также параметрами существующей архитектуры.
C 1999 Джим Лэмби использует глянцевую клейкую ленту различных цветов для напольных инсталляций, таких как Touch Zobop (2003). Виниловая лента, этот повседневный материал, применяется для создания непрерывных линий, преобразующих нейтральное пространство в энергетическое и эмоциональное. Лэмби создает ритм, который вибрирует и пульсирует, дезориентируя зрителя. Инсталляция Zobop (1999) стала визитной карточкой Лэмби. Она отличается каждый раз, так как видоизменяется в зависимости от формы помещения. Полоски яркой ленты наклеиваются на пол, сначала по периметру комнаты и до тех пор, пока ленты не достигнут центра. Работа основана на концепции заполнения пространства, в то же время, оставляя его пустым.
В 2003 Лэмби представлял Шотландию на Венецианской биеннале.
В 2005 Джим Лэмби вошел в шорт-лист Премии Тернера.
В 2008 Джим Лэмби создал Secret Affair — произведение паблик-арта для Королевского ботанического сада Эдинбурга. Инсталляция состояла из семи цветных гигантских замочных скважин из нержавеющей стали. Работа была создана специально для Эдинбургского фестиваля искусств.

## Персональные выставки
| - 2009 Television, Sadie Coles HQ, Лондон - 2008 Unknown Pleasures, Hara Museum of Contemporary Art, Токио - 2008 Kunst in deinem Stadtviertel: Jim Lambie, Museum für moderne und zeitgenössische Kunst, Больцано - 2008 8 Miles High, Австралийский центр современного искусства, Мельбурн - 2008 Forever Changes, Gallery of Modern Art, Глазго - 2007 RSVP: Jim Lambie, Музей изобразительных искусств, Бостон - 2007 Anton Kern Gallery, Нью-Йорк | - 2006 Anton Kern Gallery, Нью-Йорк - 2006 Jim Lambie — Hirshhorn Museum and Sculpture Garden, Вашингтон - 2006 P.I.L. — Mizuma Art Gallery, Токио - 2005 The Modern Institute, Глазго - 2005 Concentrations 47: Jim Lambie — Dallas Museum of Art, Даллас - 2005 Shoulder Pad — Sadie Coles HQ, Лондон - 2004 Konrad Fischer Galerie, Дюссельдорф - 2004 Galleria Franco Noero, Турин - 2004 Anton Kern Gallery, Нью-Йорк | - 2003 The Moore Space, Майями - 2002 The Breeder Projects, Афины - 2002 Sadie Coles HQ, Лондон - 2001 Anton Kern Gallery, Нью-Йорк - 2001 Galleria Franco Noero, Турин - 2001 Blank Generation, Jack Hanley Gallery, Сан Франциско - 2000 Konrad Fischer Galerie, Дюссельдорф - 2000 Anton Kern Gallery, Нью-Йорк - 1999 Weird Glow — Sadie Coles HQ, Лондон - 1999 ZOBOP — The Showroom, Лондон |

## Публичные коллекции
- Inhotim Centro de Arte Contemporânea, Брумадинью
- Daimler Contemporary, Берлин
- Sammlung Boros, Берлин
- Fondazione Morra Greco, Неаполь
- Hiscox Art Projects, Лондон
- Tate Britain, Лондон
- Albright-Knox Art Gallery, Буффало
- The West Collection, Окс